# Televisão no Paraná
A televisão chegou no estado do Paraná em 1960 com a TV Paranaense, canal 12.

## Histórico
- 1960: entra no ar a TV Paranaense, a primeira emissora de Curitiba e do estado do Paraná. Em dezembro do mesmo ano, os Diários Associados inauguram em Curitiba a TV Paraná canal 6, atual CNT;[1]
- 1963: é inaugurada em Londrina, a TV Coroados, canal 3;
- 1965: a TV Paranaense começa a utilizar o sistema de vídeo-tape, sendo a pioneira no estado;[2]
- 1967: entra no ar a TV Iguaçu, canal 4 de Curitiba, na época, considerada uma das mais modernas da América Latina;[1]
- 1969: entra no ar em Apucarana, a TV Tibagi;
- 1971: é inaugurada em Ponta Grossa, a TV Esplanada que inicialmente era afiliada da TV Tupi;
- 1972: a Rede Globo rescinde seu contrato com a TV Paranaense e passa a retransmitir sua programação para a TV Iguaçu, que possuía uma infraestrutura superior ao do canal 12, que se afiliou a Rede de Emissoras Independentes;
- 1974: é inaugurada em Maringá, a TV Cultura, canal 8;
- 1976: a TV Iguaçu deixa de transmitir a programação da Rede Globo em Curitiba após atritos entre o governo militar e seu dono, Paulo Pimentel. No mesmo ano, a TV Paranaense volta a retransmitir a programação da Rede Globo e assume a liderança de audiência em Curitiba;
- 1978: a TV Paraná deixa de transmitir a programação da TV Tupi, devido aos rumos tomados pela direção da emissora.[3]A TV Iguaçu, que transmitiu uma programação independente após desfliliar-se da Rede Globo, passa a retransmitir sua programação até sua falência.
- 1979: inaugurada em Londrina, a TV Tropical, canal 7. No mesmo ano, iniciam-se as transmissões da TV Tarobá em Cascavel, que desde seu início retransmite a programação da Rede Bandeirantes;
- 1980: a TV Paraná que pertencia aos Diários Associados passa para as mãos do empresário e político José Carlos Martinez, e torna-se afiliada da Rede Bandeirantes;
- 1981: a TV Iguaçu torna-se uma das primeiras afiliadas do SBT, após a falência da Tupi um ano antes;
- 1982: é inaugurada a TV Curitiba canal 2, atual Band Curitiba que transmitiu a Rede Manchete de 1983 a 1985;
- 1987: é inaugurada a TV Independência, canal 7, como afiliada da Rede Manchete em Curitiba. No mesmo ano, é inaugurada a TV Naipi, canal 12 de Foz do Iguaçu como afiliada ao SBT;
- 1988: é inaugurada a TV Maringá, canal 6;
- 1989: é inaugurada a TV Cataratas, canal 5 de Foz do Iguaçu. No mesmo ano é inaugurada a TV Cidade, canal 5 de Londrina, afiliada ao SBT;
- 1990: é inaugurada a TV Exclusiva, atual TV Transamérica canal 59 UHF de Curitiba;
- 1991: a TV Curitiba deixa de ser independente e passa a ser emissora própria da Rede Bandeirantes. No mesmo ano, a TV Paraná - antiga afiliada da Bandeirantes - passa a retransmitir a programação da Rede Record;[4]
- 1992: a TV Paraná dá um salto histórico com a compra da TV Corcovado (canal 9 do Rio de Janeiro) além de um acordo com a TV Gazeta de São Paulo para a formação de uma nova rede nacional de televisão, a Rede OM. No mesmo ano, é inaugurada a TV Imagem do Noroeste de Paranavaí [5] e em Curitiba, entra no ar o canal 29 UHF, transmitindo a MTV Brasil;[6]
- 1993: após se envolver em polêmicas, a então Rede OM muda seu nome para CNT, até os dias atuais;
- 1995: a TV Independência deixa a Rede Manchete e se afilia a Rede Record, que estava em rápida expansão;[7]
- 1996: iniciam-se as transmissões da TV Londrina, atual TV Tarobá Londrina;
- 1997: a TV Imagem de Paranavaí deixa a Rede Bandeirantes e se afilia a Rede Globo;
- 1999: a TV Paranaense muda todos os seu telejornais, buscando uma linha mais voltada a população com a criação do Paraná TV;
- 2000: é inaugurada outra afiliada global no estado, a TV Guairacá de Guarapuava. No mesmo ano, é fundada a RPC TV Oeste de Cascavel, e as emissoras afiliadas da Globo no estado ganham a nomenclatura RPC TV;
- 2003: o então Canal Paraná, emissora do Governo Estadual, muda seu nome para RTVE Paraná e posteriormente para Paraná Educativa;
- 2008: as emissoras afiliadas do SBT pertencentes ao Grupo Paulo Pimentel (TV Iguaçu, TV Cidade, TV Tibagi e TV Naipi) são vendidas para o apresentador e empresário Carlos Massa, o "Ratinho" e passam a ter o nome de Rede Massa. No mesmo ano, a televisão digital chega à Curitiba pela RPC TV Paranaense, sendo a primeira da região sul;
- 2010: a televisão digital chega à Londrina pela RPC TV Coroados. No mesmo ano a Rede Paranaense de Comunicação, muda seu nome para Grupo Paranaense de Comunicação (GRPCOM), que controla as emissoras da Globo no Paraná, em virtude das comemorações dos 50 anos de televisão no estado;
- 2011: é inaugurada em Curitiba a ÓTV, emissora de televisão por assinatura pertencente ao GRPCOM, que tem a capital paranaense como público-alvo. No mesmo ano, a Paraná Educativa muda seu nome para E-Paraná;